# Cliff Allison
 Henry Clifford Allison  va ser un pilot de curses automobilístiques britànic que va arribar a disputar curses de Fórmula 1.
Cliff Allison va néixer el 8 de febrer del 1932 a Brough, Westmorland, Anglaterra i va morir el 7 d'abril del 2005 també a Brough, Anglaterra.

## A la F1
Va debutar a la segona cursa de la temporada 1958 (la novena temporada de la història) del campionat del món de la Fórmula 1, disputant el 18 de maig del 1958 el GP de Mònaco al Circuit de Montecarlo.
Cliff Allison va participar en un total de divuit curses puntuables pel campionat de la F1, disputant-les en quatre temporades diferents (1958 - 1961), assolí un segon lloc com a millor resultat.

## Resultats a la Fórmula 1
| Any  | Equip                    | Xassís   | Motor    | 1       | 2       | 3       | 4   | 5     | 6       | 7       | 8      | 9       | 10    | 11     | Posició | Punts |
| ---- | ------------------------ | -------- | -------- | ------- | ------- | ------- | --- | ----- | ------- | ------- | ------ | ------- | ----- | ------ | ------- | ----- |
| 1958 | Team Lotus               | Lotus    | Climax   | ARG     | MON 6   | HOL 6   | 500 | BEL 4 | FRA Ret | GBR Ret |        |         | ITA 7 | MAR 10 | 18è     | 3     |
| 1958 | Team Lotus               | Lotus    | Climax   |         |         |         |     |       |         |         | ALE 10 |         |       |        | 18è     | 3     |
| 1958 | Scuderia Centro Sud      | Maserati | Maserati |         |         |         |     |       |         |         |        | POR Ret |       |        | 18è     | 3     |
| 1959 | Scuderia Ferrari         | Ferrari  | Ferrari  | MON Ret |         |         |     |       |         |         |        |         |       |        | 17è     | 2     |
| 1959 | Scuderia Ferrari         | Ferrari  | Ferrari  |         | 500     | HOL 9   | FRA | GBR   | ALE Ret | POR     | ITA 5  | USA Ret |       |        | 17è     | 2     |
| 1960 | Scuderia Ferrari         | Ferrari  | Ferrari  | ARG 2   | MON NVQ | 500     | HOL | BEL   | FRA     | GBR     | POR    | ITA     | USA   |        | 12è     | 6     |
| 1961 | UDT-Laystall Racing Team | Lotus    | Climax   | MON     | HOL     | BEL NVS | FRA | GBR   | ALE     | ITA     | USA    |         |       |        | 21è     | 0     |

### Resum
| Curses: | Victòries: | Pòdiums: | Poles: | Voltes ràpides: | Punts: |
| ------- | ---------- | -------- | ------ | --------------- | ------ |
| 18      | 0          | 1        | 0      | 0               | 11     |